# Ponte rodoviária de Abrantes

A Ponte rodoviária de Abrantes sobre o rio Tejo foi inaugurada em 1870, tem o comprimento de 339 metros e liga Abrantes a Rossio ao Sul do Tejo. Foi construída por um consórcio francês e durante 75 anos foi explorada em regime de concessão, passando para o estado em 1945. Pouco antes de perfazer 100 anos o tabuleiro foi alargado, com projecto de Edgar Cardoso .